# Chutes du Reichenbach
Les chutes du Reichenbach (Reichenbachfall) sont une série de chutes d'eau sur le Reichenbach, un affluent de l'Aar, près de Meiringen dans le canton de Berne en Suisse.
D'une hauteur de 250 mètres, elles sont accessibles par un funiculaire.
Les chutes du Reichenbach sont mises hors d'eau pendant la période de fermeture du funiculaire (de l'automne au printemps), en raison d'un barrage situé en amont.
Dans la culture populaire, les chutes sont connues comme étant le lieu où le héros d'Arthur Conan Doyle, Sherlock Holmes, retrouve son ennemi Moriarty pour leur dernier combat.

## Sherlock Holmes

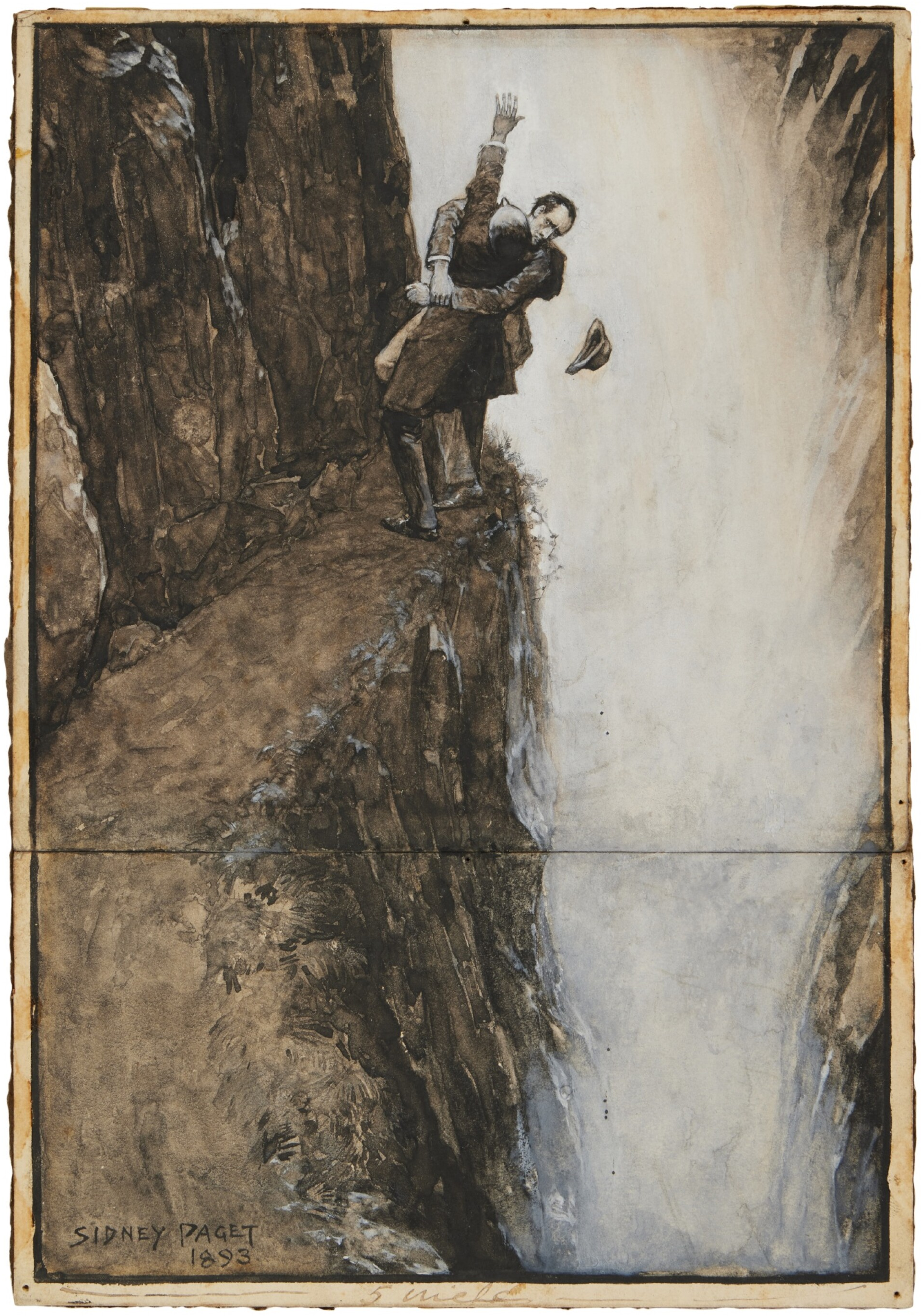
Combat entre Holmes et Moriarty dans Le Dernier problème, illustration de Sidney Paget.

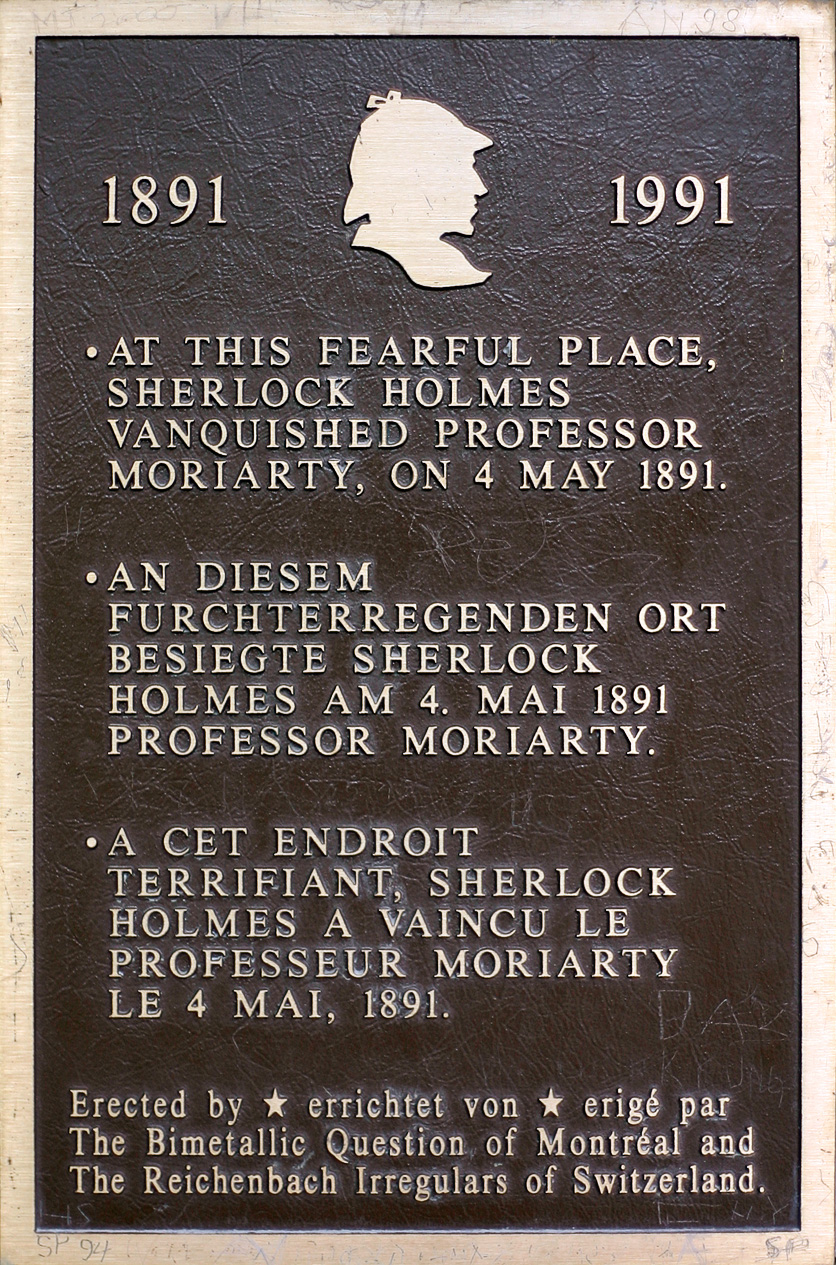
Plaque commémorative.

Le professeur Moriarty apparaît pour la première fois dans Le Dernier Problème, censé se dérouler en 1891. Dans cette nouvelle, Sherlock Holmes tente de porter un coup fatal à l’organisation criminelle qu’il dirige, et est obligé de fuir sur le continent afin d’échapper à son adversaire. Moriarty le poursuit, et les deux hommes tombent dans les chutes du Reichenbach, au cours de leur duel final. C’est apparemment la fin des deux personnages... Néanmoins, Holmes revient trois ans plus tard, dans La Maison vide (où l'on apprend qu'il a simulé sa mort pour échapper aux complices du génie du mal), et mènera encore de nombreuses enquêtes jusqu'à Son dernier coup d'archet, nouvelle diégétiquement située en 1914.
Dans le roman Moriarty d'Anthony Horowitz, on apprend que Moriarty avait lui aussi prévu sa mort afin d'enquêter sur Devereux, un Américain qui voulait prendre sa place. Il parvient à vaincre Devereux et prend un bateau pour le Nouveau Monde afin d'y commencer une nouvelle carrière criminelle.

## Notes et références

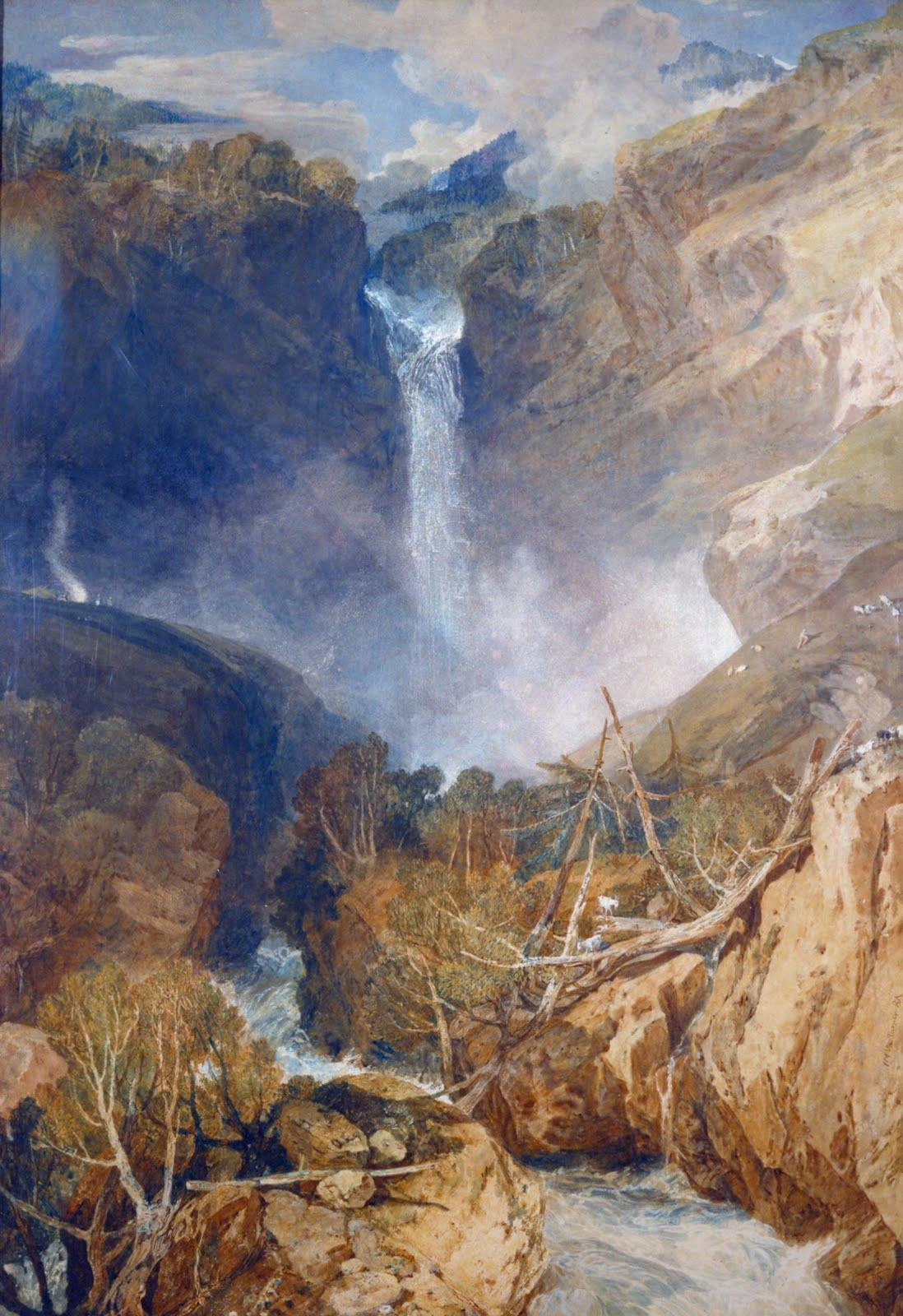
The Great Fall of the Reichenbach, in the Valley of Hasle, Switzerland, 1804, Joseph Mallord William Turner.